# Richard Shawe
Richard Shawe (fl. anos 1370 - c. anos 1410) foi um cónego de Windsor de 1376 a 1403

## Carreira
Ele foi nomeado:
- Reitor de Littlebury, Essex 1361 - 1368
- Prebendário da primeira bancada em Santo Estêvão, Westminster 1368-1376
- Reitor de Farnham (diocese de Lincoln) 1371
- Diretor do Hospital de St Margaret por Huntyngdon até 1371

Ele foi nomeado para a sexta barraca na Capela de São Jorge, Castelo de Windsor em 1376 e ocupou a canonaria até 1403.